# Càcids
Els càcids (Chacidae) són una família de peixos teleostis d'aigua dolça i de l'ordre dels siluriformes.

## Morfologia
- Longitud màxima: al voltant de 24 cm.
- Cap ample i deprimit.
- Part posterior del cos comprimida.
- Boca grossa.
- Ulls petits.
- Grans aletes pèlviques.
- Nombre total de vèrtebres: 31-35.
- Presència d'aleta adiposa.[2]
- L'aleta dorsal és curta i té espines que són prou fortes com per infligir ferides als humans.[3]

## Alimentació
Són depredadors que es nodreixen de peixos petits, incloent-hi ciprínids.

## Distribució geogràfica
Es troba a Àsia: des de l'Índia fins a Borneo, incloent-hi els rius Ganges i Brahmaputra.

## Gèneres i espècies
- Chaca (Gray, 1831)[4]
  - Chaca bankanensis (Bleeker, 1852)[5]
  - Chaca burmensis (Brown & Ferraris, 1988)[6]
  - Chaca chaca (Francis Buchanan-Hamilton, 1822)[7][8][9][10][11][12]

## Vida en captivitat
Han estat criat en captivitat i algunes espècies formen part del comerç de peixos d'aquari.